# Anonychomyrma itinerans
Anonychomyrma itinerans é uma espécie de formiga do gênero Anonychomyrma.